# Hadar Am

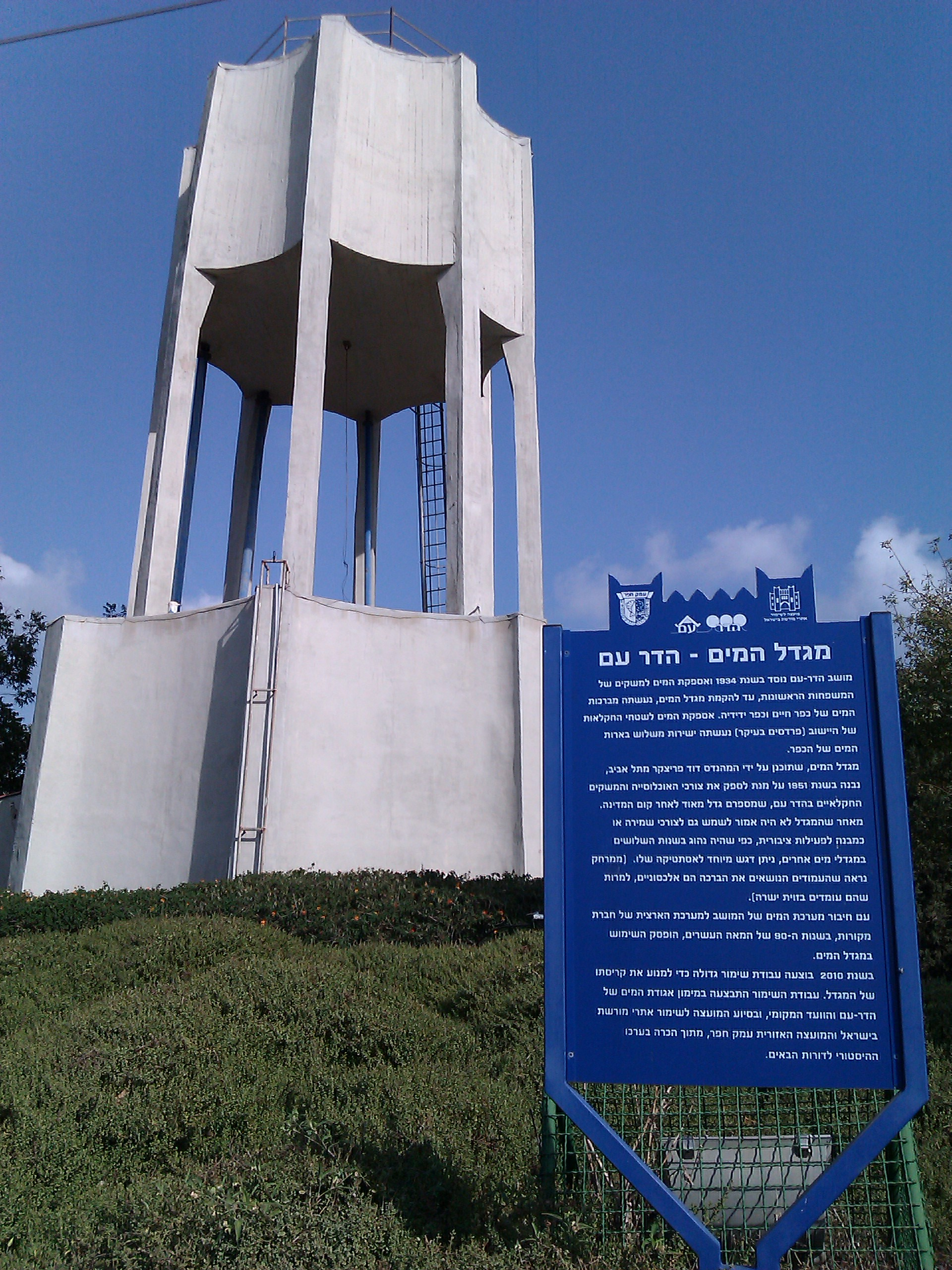
Wieża wodna w Hadar Am

Hadar Am (hebr. הדר עם) – moszaw położony w samorządzie regionu Emek Chefer, w Dystrykcie Centralnym, w Izraelu.
Leży na równinie Szaron w otoczeniu moszawów Kefar Jedidja, Awichajil, Giwat Szappira, Kefar Chajjim i Kefar Monash.

## Historia
Moszaw został założony w 1933 przez żydowskich imigrantów z Litwy i Ameryki Północnej. Początkowo został nazwany Herut America Gimel, ale w 1942 zmieniono nazwę na obecną, aby podkreślić znaczenie okolicznych sadów cytrusowych. W następnych latach osiedliło się tutaj wielu imigrantów z Holandii.

## Edukacja
W moszawie znajduje się szkoła podstawowa.

## Gospodarka
Gospodarka moszawu opiera się na rolnictwie, sadownictwie i uprawach w szklarniach.
Firma Nirit Seeds Ltd. rozwija i produkuje najbardziej zaawansowane hybrydowe nasiona warzyw na świecie. Jej produkty są sprzedawane na całym świecie. Spółka Am-Tag Hadar Ltd. zajmuje się analizą systemów komputerowych.

## Komunikacja
Przez moszaw przebiega droga nr 5700 , którą jadąc na wschód dojeżdża się do  drogi ekspresowej nr 4  (Erez–Kefar Rosz ha-Nikra), lub na południe do moszawu Kefar Jedidja. Lokalna droga prowadzi na północ do moszawu Kefar Chajjim.